# Vi graver i fortiden
|  | Denne artikel er oprettet af botten Steenthbot ud fra en ekstern database. Den kan derfor have sproglige fejl eller mangler. Denne skabelon kan fjernes efter kontrol af indholdet. |

Vi graver i fortiden er en dansk dokumentarfilm fra 1977 instrueret af Wagn Benneballe efter eget manuskript.

## Handling
Ved udgravninger i Vedbæk nord for København, blev der fundet rester af en 7000 år gammel gravplads. Filmen er optaget i 1975.